# René Juárez Cisneros
René Juárez Cisneros (Acapulco de Juárez, Guerrero; 8 de junio de 1956-Ciudad de México, 26 de julio de 2021) fue un economista y político mexicano, miembro del Partido Revolucionario Institucional. Se desempeñó como gobernador del Estado de Guerrero desde 1999 hasta 2005, y fue presidente del PRI en las elecciones de 2018 y en el momento de su muerte, dirigía el trabajo parlamentario como Coordinador de los diputados del PRI de la LXIV Legislatura del Congreso de la Unión.
Tras varios meses de estar hospitalizado a causa del COVID-19, contraído en abril de 2021, falleció el 26 de julio de dicho año por complicaciones en su salud.

## Biografía
René Juárez Cisneros nació en La Laja, una colonia popular del puerto de Acapulco, Guerrero. Como la mayoría de acapulqueños, trabajó en actividades turísticas de venta y servicios a los visitantes durante muchos años hasta que concluyó sus estudios en Economía en la Universidad Autónoma de Guerrero. 
Comenzó a trabajar en la administración pública en 1981 como coordinador del Comité de Planeación para el Desarrollo del estado de Guerrero. En 1987 se desempeñó como Secretario de Planeación y Presupuesto del Gobierno del Estado de Guerrero, cargo que repitió en 1993 y en 1997 en los gobiernos de José Francisco Ruiz Massieu y Rubén Figueroa Alcocer.
En 1990, luchó para obtener la candidatura de su partido a la presidencia municipal de Acapulco. Logró la candidatura y venció en las urnas.
En 1994, fue diputado federal por primera vez en la LVI Legislatura, en una época impactada por la irrupción del movimiento zapatista y los asesinatos de Luis Donaldo Colosio y José Francisco Ruiz Massieu, exgobernador con quien Juárez Cisneros comenzó su trayectoria administrativa.
Juárez Cisneros también dirigió el comité estatal del PRI entre 1996 y 1997. En 1999 ganó la candidatura del PRI a gobernador de Guerrero y en las elecciones obtuvo el triunfo sobre el candidato del PRD, Félix Salgado Macedonio.
En 2012 fue elegido Senador de la República, cargo en el cual dedicó su trabajo legislativo a impulsar la inclusión de los derechos de afromexicanos en la Constitución, derechos de la juventud y fortalecer la educación pública.
El 5 de octubre de 2016, solicitó licencia para separarse del cargo como senador de la República y el 6 de octubre de 2016 el presidente de México Enrique Peña Nieto lo designó como subsecretario de Gobierno de la Secretaría de Gobernación (México).
El 2 de mayo de 2018, asumió la dirigencia del Comité Ejecutivo Nacional del Partido Revolucionario Institucional (PRI) en una compleja campaña presidencial, en sustitución de Enrique Ochoa Reza.
En septiembre de 2018 fue elegido por sus compañeros diputados y diputadas como Coordinador del Grupo Parlamentario del PRI en la LXIV Legislatura, con un número inédito de legisladores en la historia del Revolucionario Institucional, donde pasó de ser la quinta fuerza electoral a la tercera fuerza política en la Cámara de Diputados, logrando que se conservaran los espacios físicos que históricamente han sido ocupados por las bancadas priistas, y el último año de la Legislatura fuera presidido por una legisladora priista: Dulce María Sauri Riancho.
En ese periodo, Juárez Cisneros fue pieza fundamental en la reforma constitucional que reconoció los derechos de las y los afrodescendientes, así como el reconocimiento constitucional de los derechos a los programas sociales para las y los mexicanos, la creación de la Guardia Nacional, la Reforma Educativa y la defensa de los derechos de las niñas y niños de México, entre muchas más.
De su legado político se rescata el deseo de que su partido sea más comprometido con su militancia y que fortalezca la democracia en sus procesos internos.
Murió en la Ciudad de México el 26 de julio de 2021 derivado de las secuelas por COVID-19.